# Державне космічне агентство України
Держа́вне космі́чне аге́нтство Украї́ни (ДКАУ) — спеціально уповноважений центральний орган виконавчої влади України, який забезпечує реалізацію державної політики в галузі космічної діяльності та несе відповідальність за стан розвитку галузі.
До 9 грудня 2010 року мало назву «Національне космічне агентство України» (НКАУ).

## Історія

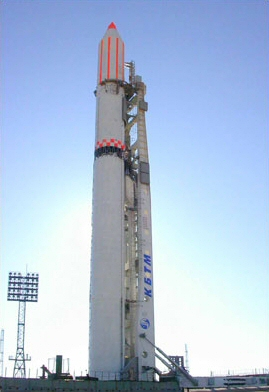
Ракета «Зеніт-2» готова до старту.

Наприкінці 1991 року, після розпаду СРСР, Україна успадкувала майже третину радянського ракетно-космічного потенціалу. Після оголошення Україною без'ядерного статусу міжконтинентальні бойові ракети, розташовані на території України, знято з бойового чергування та демонтовано, а вітчизняний ракетно-космічний комплекс переорієнтовано виключно на мирні цілі.
29 лютого 1992 року, Указом Президента при Кабінеті Міністрів України було створено Національне космічне агентство України, яке взяло під своє управління понад 30 конструкторських бюро, наукових організацій та установ, військових частин і промислових підприємств, які безпосередньо займалися космічною діяльністю. Серед них — дніпропетровські підприємства ДП "КБ «Південне» і ВО «Південний машинобудівний завод ім. О. М. Макарова», харківські — «Комунар», «Хартрон», НДІ радіовимірювань, київські — ЦКБ і завод «Арсенал», «Київприлад» і Київський радіозавод, Євпаторійський центр дальнього космічного зв'язку.
Сьогодні Україна відома на світовому ринку своєю космічною продукцією: ракетами-носіями «Зеніт-2», «Циклон-3», «Дніпро»; космічними апаратами «Січ» і «АУОС»; апаратурою стикування «Курс» для Міжнародної космічної станції; системами наведення ракет, апаратурою систем керування для космічних комплексів «Союз», «Прогрес», «Протон»; унікальними об'єктами наземної інфраструктури: радіотелескопом РТ-70, контрольно-коригувальними станціями для глобальних навігаційних супутникових систем, мережею спостережень геофізичних явищ.
Космічна галузь національної економіки стала однією з ключових, а космічна діяльність України є складовою частиною міжнародних зусиль із дослідження та використання космічного простору.
Відповідно до Указу Президента України «Про Положення про Національне космічне агентство України» від 22 липня 1997 р., який доповнений Указами від 15 вересня 1998 р. і 29 травня 1999 р., Національне космічне агентство України є спеціально уповноваженим центральним органом виконавчої влади, який забезпечує реалізацію державної політики в галузі космічної діяльності, здійснює керівництво дорученою йому сферою управління, несе відповідальність за стан її розвитку.
У 1999 р. було змінено статус НКАУ, у його підпорядкування було передано понад 20 підприємств і організацій, серед яких ДП «КБ “Південне”» і ВО «Південний машинобудівний завод ім. О. М. Макарова». Тим самим було створено самостійну космічну галузь народного господарства України.
19 липня 2017 року Кабінет Міністрів України своєю постановою утворив два державні концерни: «Арсенал — сучасні космічні системи» та «Зірка-Технології».
9 грудня 2020 року введено в експлуатацію новий український радіотелескоп РТ-32 (Центр космічного зв'язку в Золочеві).

## Структура ДКАУ
До структури ДКАУ належать:
- Департамент космічних проєктів
- Управління міжнародних зв'язків
- Управління фінансово-економічної політики
- Управління космічної виробничої інфраструктури
- Управління забезпечення космічної діяльності

Для обговорення найважливіших напрямів діяльності та розвитку космічної галузі в ДКАУ утворено Колегію та Науково-технічну раду.

### Конструкторські бюро та НДІ
- Державне підприємство «Науково-дослідний технологічний інститут приладобудування»
- Державне підприємство «Дніпровський проєктний інститут»
- Державне підприємство «Конструкторське бюро „Південне“ ім. М. К. Янгеля»
- Казенне підприємство спеціального приладобудування «Арсенал»
- Науково-дослідний та проєктний інститут «Союз»

### Машино- та приладо-будівні підприємства
- Публічне акціонерне товариство «Київський радіозавод»
- Публічне акціонерне товариство «Приладобудівний завод „Сокіл“»
- Державне підприємство «Виробниче об'єднання „Південний машинобудівний завод ім. О. М. Макарова“»
- Державне підприємство «Харківський завод електроапаратури»
- Державне підприємство «Виробниче об'єднання „Київприлад“»
- Державне підприємство Завод «Арсенал»
- Публічне акціонерне товариство «Хартрон»
- Державне науково-виробниче підприємство "Об'єднання «Комунар»

### Спеціалізовані установи
- Державне підприємство «Науковий центр точного машинобудування»
- Державне підприємство «Центр стандартизації ракетно-космічної техніки»
- Національний центр управління та випробувань космічних засобів
- Державне підприємство «Укркосмос»
- Дніпровське представництво генерального замовника — ДКАУ
- Державний науково-виробничий центр «Природа»
- Харківське представництво генерального замовника — ДКАУ
- Київське представництво генерального замовника — ДКАУ
- Національний центр аерокосмічної освіти молоді ім. О. М. Макарова
- Державний науково-інженерний центр сертифікації космічної техніки

### Установи подвійного підпорядкування
- Інститут технічної механіки НАНУ-НКАУ (м. Дніпро)
- Міжнародний центр космічного права (м. Київ)
- Інститут космічних досліджень НАНУ-НКАУ (м. Київ)
- Львівський центр Інституту космічних досліджень НАНУ — НКАУ (м. Львів)

## Керівництво
ДКАУ очолює Голова, якого призначає на посаду і звільняє з посади Кабінет Міністрів України за поданням Прем'єр-міністра України.
Генеральний директор має першого заступника та заступника, які призначаються на посаду і звільняються з посади в установленому порядку Кабінетом Міністрів України.

### Керівники агентства
Генеральні директори Національного космічного агентства України (до 1997 р. — Національного космічного агентства України при Кабінеті Міністрів України)
- Горбулін Володимир Павлович (9 березня 1992 року — 12 серпня 1994 року)
- Жалко-Титаренко Андрій Валентинович (в. о. 23 серпня 1994 року — 9 березня 1995 року)
- Негода Олександр Олексійович (20 лютого 1995 року — 25 липня 2005 року)
- Алексєєв Юрій Сергійович (25 липня 2005 року — 11 лютого 2009 року; 17 березня року — 23 грудня 2010 року)
- Зінченко Олександр Олексійович (11 лютого 2009 року — 17 березня 2010 року)

Голови Державного космічного агентства України
- Алексєєв Юрій Сергійович (23 грудня 2010 року — 16 жовтня 2014 року)[11]
- Голуб Олександр Юрійович, тимчасовий виконувач обов'язків (16 жовтня 2014 року — 21 січня 2015 року)
- Уруський Олег Семенович (21 січня 2015 року — 19 серпня 2015 року)[12]
- Сабадош Любомир Юрійович (19 серпня 2015 року — 22 липня 2016 року)[13]
- Голуб Олександр Юрійович, тимчасовий виконувач обов'язків (25 липня року — 13 вересня 2016 року)[14]
- Радченко Юрій Миколайович, виконувач обов'язків (14 вересня 2016 року — 23 серпня 2017 року)[15][16]
- Дегтяренко Павло Глібович (31 серпня 2017 року — 3 листопада 2019 року)[17][18]
- Міхеєв Володимир Сергійович, тимчасовий виконувач обов'язків (3 листопада 2019 року — 24 січня 2020 року)[19]
- Усов Володимир Володимирович (24 січня 2020 року — 16 листопада 2020 року)[20][21]
- Лев Михайло Олександрович, тимчасовий виконувач обов'язків (16 листопада 2020 року – 23 лютого 2021 року)[22]
- Міхеєв Володимир Сергійович, тимчасовий виконувач обов'язків (23 лютого 2021 року — 1 березня 2021 року)[23]
- Тафтай Володимир Володимирович (01 березня 2021 року — 20 грудня 2022 року)[24]
- Бень Володимир Петрович, виконуючий обов'язки (з 20 грудня 2022 року — дотепер)[2]

## Завдання ДКА
- Розробка концептуальних основ державної політики у галузі дослідження і використання космічного простору в мирних цілях та в інтересах безпеки держави.
- Забезпечення організації і розвитку космічної діяльності в Україні та під юрисдикцією України поза її межами.
- Сприяння підвищенню обороноздатності та національної безпеки держави з використанням космічних засобів.
- Організація та розвиток співробітництва України з іншими державами та міжнародними організаціями у космічній галузі.

## Космічні програми України

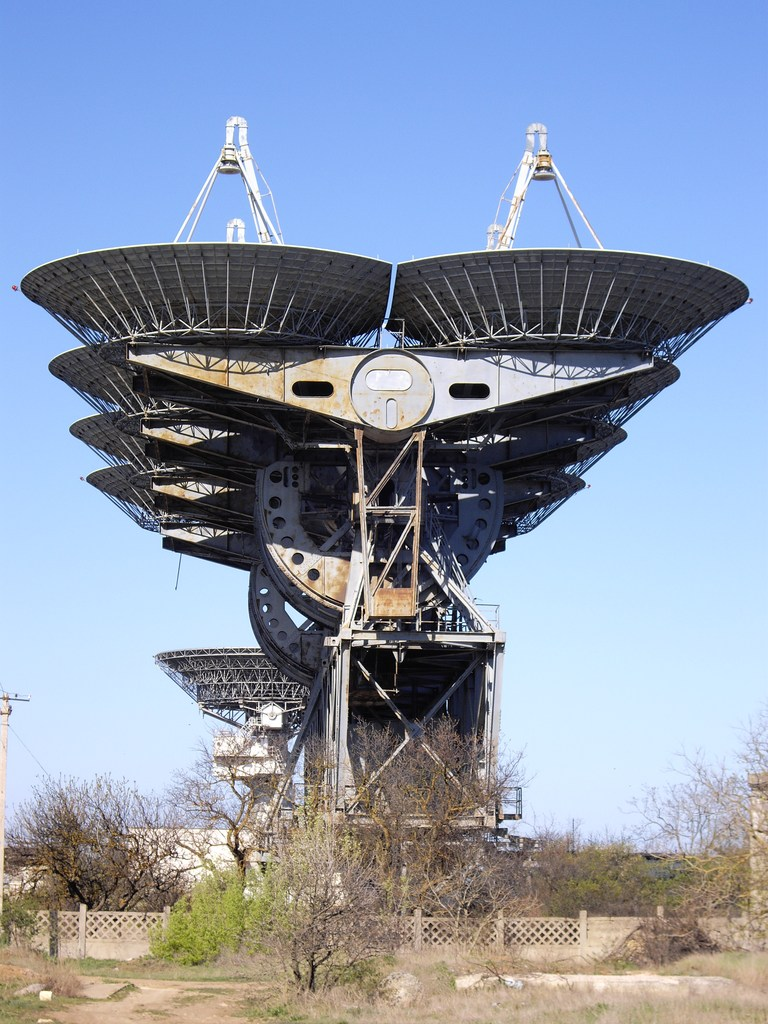
Відстеження об'єктів в Євпаторії.

Космічна діяльність в Україні здійснюється на основі Національної космічної програми України, яка розробляється терміном на п'ять років та затверджується Верховною Радою України і підписується Президентом України за поданням Кабінету Міністрів України. Державне космічне агентство України спільно з центральними органами виконавчої влади та Національною академією наук України відповідає за розробку Національної космічної програми України, виходячи з мети та базових принципів космічної діяльності України.
Перша Космічна Програма України тривала у період 1994—1997 рр. Вона заклала правову базу космічної діяльності України та сприяла ухваленню низки законодавчих актів для регулювання Урядом цієї діяльності. Перша Програма була спрямована на збереження наукового та виробничого потенціалу в космічній галузі в інтересах національної економіки і безпеки України, а також на сприяння входженню України на міжнародні ринки космічних послуг. Україна приєдналася до міжнародних агентств, діяльність яких стосується дослідження або використання космічного проєктора. Серед них — Комітет ООН з мирного дослідження космічного простору (COPUOS), Світовий Комітет з космічних досліджень (COSPAR), Світова Організація супутникового дослідження Землі (CEOS), Міжнародна Федерація Астронавтики (IAF).

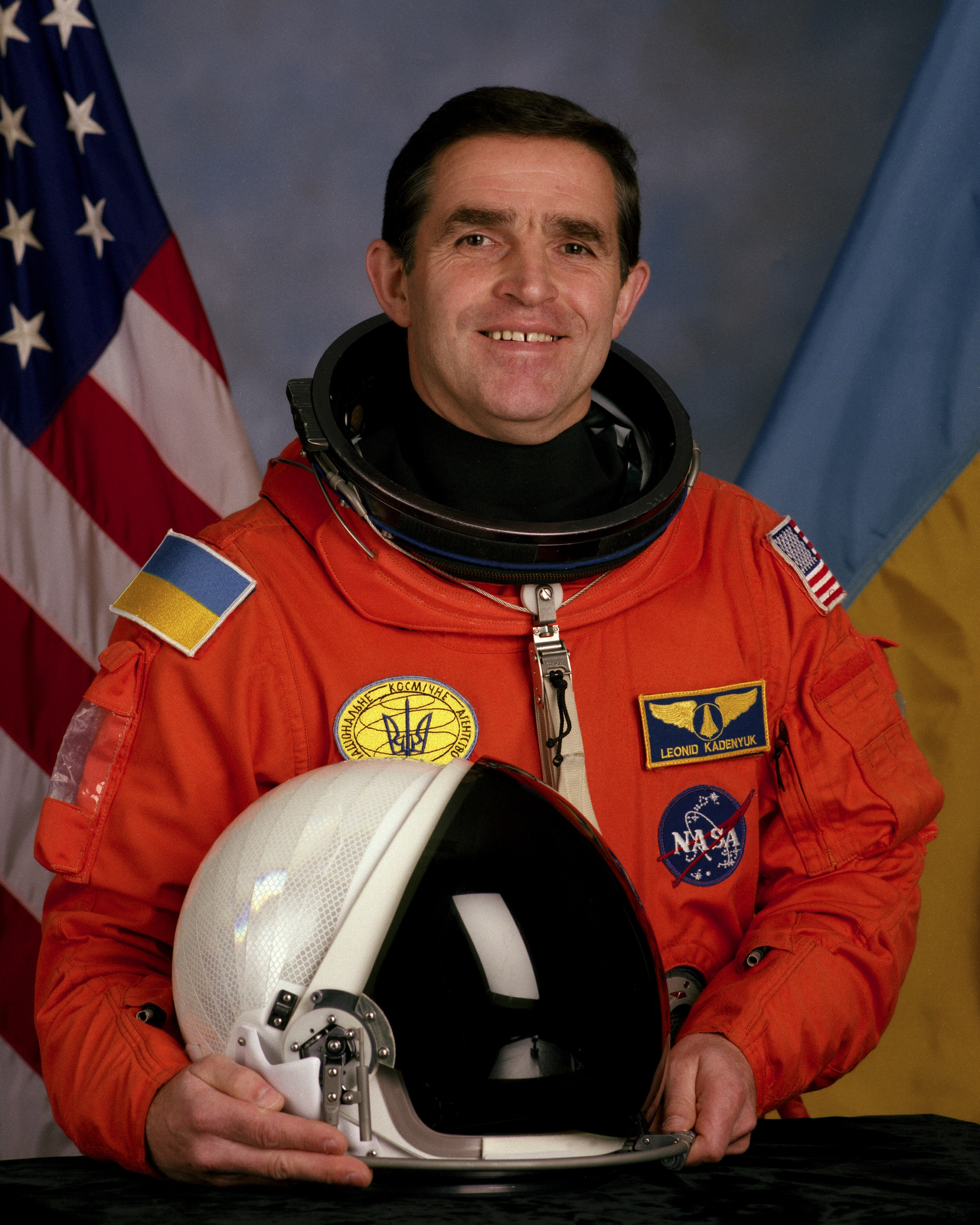
Леонід Каденюк, перший космонавт незалежної України.

Було укладено рамкові повномасштабні угоди про співробітництво в галузі космічних досліджень із Російською Федерацією, США, Китаєм, Бразилією, Індією та іншими країнами, меморандуми з 23 державами.
Також у цей період було запущено перший супутник незалежної України — «Січ-1».
 Другу космічну програму (1998—2002 роки) було ухвалено Верховною Радою 1997 року, законодавчо встановлено основні цілі, завдання, пріоритети та шляхи реалізації національної космічної діяльності на період, який передбачає формування внутрішнього ринку космічних послуг, входження на міжнародні космічні ринки з вітчизняними товарами та послугами, інтеграцію України в міжнародну космічну спільноту, створення наземної космічної інфраструктури, розгортання багатофункціонального національного орбітального угрупування космічних засобів.
Третя Космічна Програма (2003—2007 роки) мала на меті реалізувати єдиний державний підхід до питання космічної діяльності, ефективного використання науки і технологій, зміцнення виробничого потенціалу з метою забезпечення відповідності рівня космічної діяльності України її геополітичним та економічним інтересам.
Четверта Загальнодержавна цільова науково-технічна космічна програма України (ЗКПУ) на 2008—2012 роки, яка визначає пріоритети та шляхи розвитку космічної діяльності держави, була затверджена Законом України від 30 вересня 2008 року № 608. У ЗКПУ враховані довгострокові інтереси держави, сучасні тенденції розвитку космонавтики, наявний науково-технічний потенціал космічної галузі.
За характеристиками космічного потенціалу Україна належить до провідних космічних держав світу. Статус України як космічної держави визначається її практичною участю у світовому ринку космічних послуг[джерело?].
Україна створює ракетно-космічну техніку (РКТ) та надає послуги із запуску, має розвинену наземну інфраструктуру, забезпечує підтримання високого рівня національної космічної науки. Четверта ЗКПУ покликана реалізувати нову модель провадження космічної діяльності України — гармонізацію досягнутого рівня космічних технологій та ефективності їх практичного використання, доведення результатів до кінцевого споживача.
Метою Програми є забезпечення розвитку й ефективного використання космічного потенціалу України для розв'язання нагальних проблем у сфері безпеки держави, впровадження високих технологій, а також підвищення рівня науки й освіти.
Починаючи з 10.02.2010 року, на Інтернет-сторінці «Громадянське суспільство і влада» велося громадське обговорення проєкту Концепції реалізації державної політики України у сфері космічної діяльності на період до 2030 року, яка визначає пріоритети й стратегічні напрями космічної діяльності, а також механізми та засоби реалізації державної політики в цій галузі.
Проєкт Концепції реалізації державної політики України у сфері космічної діяльності на період до 2030 року підготовлено згідно з окремим дорученням Прем'єр-міністра України від 9 червня 2008 року № 31802/0/1-08 з метою підвищення ефективності космічної діяльності для перетворення її в дієвий інструмент впливу на вирішення актуальних завдань соціально-економічного, екологічного, культурного і освітнього розвитку суспільства, підтримки національної безпеки та реалізації геополітичних інтересів держави.

## Космічні апарати
Дивись: Список українських космічних апаратів, виведених на навколоземну орбіту

### Виведені на навколоземну орбіту
- «Січ-1» — науково-дослідний супутник, запущений на навколоземну орбіту 31 серпня 1995 року.
- «Океан-О» — науково-дослідний космічний апарат, виведений на навколоземну орбіту 17 липня 1999 року.
- «Січ-1М» — науково-дослідний супутник, запущений на навколоземну орбіту 24 грудня 2004 року.
- «Мікрон» (МС-1-ТК) — мікросупутник дистанційного зондування Землі. Запуск відбувся спільно із супутником «Січ-1М» 24 грудня 2004 року.
- «EgyptSat-1» — супутник дистанційного зондування Землі виготовлений в Україні на замовлення Єгипту. Виведений на орбіту 17 квітня 2007 року[26].
- «Січ-2» — супутник України, виведений на орбіту 17 серпня 2011 року[27].
- «Січ-2-30» — супутник України, виведений на орбіту 13 січня 2022 року[28].

### Проєктуються чи розробляються
- «Січ-2М» — супутник оптично-електронного дослідження Землі (наразі розробляється).
- «Либідь» — геостаціонарний супутник зв'язку, (на зберіганні у російського виробника, запуск було передбачено на кінець 2014 року[29], у зв'язку з анексією Криму перенесено[30]).
- «Січ-3-0» — супутник дистанційного зондування Землі з оптико-електронним телескопом метрового розрізнення, (наразі розробляється).
- «Січ-3-Р» — супутник радіолокаційного дистанційного зондування Землі високого розрізнення із синтезованою апертурою антени, (наразі створюється).
- «Либідь-М» — український супутник зв'язку, (наразі розробляється).
- «Укрселена» — український Місячний орбітальний зонд (наразі йде проробка концепції)
- «Попередження» — український супутник наукового призначення для досліджень іоносферних ефектів, пов'язаних з сейсмічною активністю. (наразі створюється)
- «Інтербол-Прогноз» — український супутник наукового призначення для моніторингу механізмів взаємодії: міжпланетний простір- магнітосфера — іоносфера. (наразі створюється)
- «Січ-2-1» — космічний апарат дистанційного зондування Землі у видимому і ближньому інфрачервоному діапазонах довжин електромагнітних хвиль[31].

## Ракети-носії України

### Виведені з експлуатації
- «Циклон» — 8 запусків до 1969 року, вперше запущений 27 жовтня 1967 року.
- «Циклон-2» — 14 запусків (з 1991 року), всього 106 запусків.
- «Циклон-3» — 31 запусків (з 1991 року), всього 122 запуски.
- «Зеніт-2» — 38 запусків, перший запуск у 1999 році.
- «Зеніт-3SL» — 30 запусків, перший запуск у 1999 році.
- «Зеніт-3SLБ» — 3 пуски, перший пуск у 2008 році.
- «Дніпро» — 13 запусків, перший запуск 21 квітня 1999 року.

### Перспективні
- Циклон-4М на основі технологій Циклон-4 та РН Зеніт. Перший пуск 2024 рік. Космодром у місті Галіфакс (Канада)[32].
- «Маяк» — сімейство ракет-носіїв, (наразі розробляється).
- «Світязь» — Авіаційний космічний ракетний комплекс, (наразі розробляється).
- «Авіаційний космічний ракетний комплекс Оріль» — Авіаційний космічний ракетний комплекс, (наразі розробляється).
- ДКА координувало роботи зі створення ОТРК Сапсан для Ракетних військ України.

## Міжнародні космічні програми
ДКА бере активну участь у міжнародних програмах. Співпраця ведеться як з РФ, так і зі США, останнім часом ведеться активна співпраця з Європейським космічним агентством. Визначними проєктами міжнародного масштабу є:
- Морський старт
- Багаторазова авіаційно-космічна система
- Антарес (ракета-носій)
- МКС
- Наземний старт
- VEGA (ракета-носій)
- Циклон-4
- Циклон-4М
- Співпраця у сфері надання послуг дальнього космічного зв'язку.

9 жовтня 2015 року Державне космічне агентство України призупинило співпрацю з РФ на міждержавному рівні, водночас продовжуючи роботу над проєктами міжнародної кооперації.
13 листопада 2020 року, Державне космічне агентство України підписало Домовленості в рамках програми NASA «Артеміда» (англ. Artemis Accords) щодо принципів співпраці в цивільному дослідженні й використанні Місяця, Марса, комет та астероїдів в мирних цілях ґрунтуючись на засадах договору про космос та приєдналося до космічних агентств інших країн-учасників програми.
23 квітня 2023 року, в штаб-квартирі Національної адміністрації з аеронавтики та космосу (NASA) у Вашингтоні (США), Державне космічне агентство України підписало Спільну заяву з NASA. Згідно з повідомленням посольства України в США, зроблено черговий крок до нових можливостей для ракетно-космічної галузі України та розширення співпраці між Україною і США у сферах мирного космосу, зв’язку і навігації, а також проєктів Міжнародної космічної станції та багатьох інших сферах.   

## Наземні українські комплекси

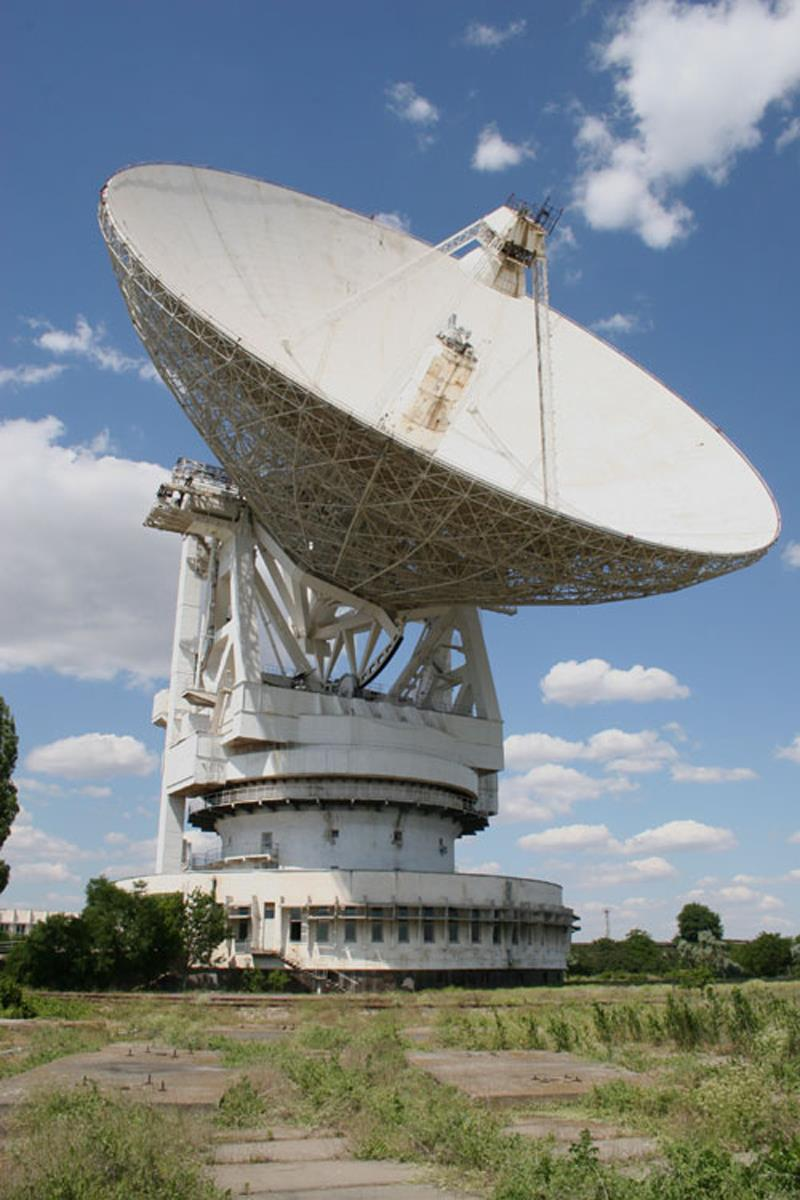
70-м антена П-2500 (РТ-70)

- Євпаторійський центр дальнього космічного зв'язку (НАКУ) — комплекс для керування космічними апаратами в Україні.

Свою роботу він розпочав з прийому сигналу з першого штучного супутника Землі 4 жовтня 1957 року. 12 квітня 1961 року комплекс забезпечував УКХ радіозв'язок з першим космонавтом Юрієм Олексійовичем Гагаріним. Саме з цього комплексу здійснюється керування українськими космічними апаратами в космосі. Наразі не доступний для користування українськими фахівцями через анексію півострова Крим, масову зраду українських військових та некомпетентність керівництва в Києві і Сімферополі.
- «Головний центр спеціального контролю» — комплекс призначений для здійснення контролю національними технічними засобами за додержанням міжнародних договорів про заборону ядерних випробувань та моніторингу геофізичних явищ на Земній кулі.

На базі обчислювальних засобів ГЦСК створений спільний (разом з ІГФ НАНУ) Національний центр даних Національної системи сейсмічних спостережень України. Технічні засоби ГЦСК включені до Міжнародної системи моніторингу Підготовчої комісії Договору про всеосяжну заборону ядерних випробувань. За час існування Головним центром зареєстровано всі ядерні випробування на іноземних полігонах та землетруси на території України.
- «Центр прийому і обробки спеціальної інформації та контролю навігаційного поля (ЦПОСІ та КНП)» — комплекс для:

- керування космічними апаратами в Україні;
- прийому, обробляння, зберігання і розповсюдження інформації дистанційного зондування Землі;
- контролю навігаційного поля та видачі диференційованої поправки.
Центр розгорнутий у Дунаєвецькому районі Хмельницької області 1974 року.
1980 року забезпечував трансляцію телевізійних передач з XXII Олімпійських ігор у Москві.
За час існування проведено десятки тисяч сеансів управління космічними апаратами та сеансів прийому спеціальної інформації.
У ЦПОСІ та КНП розміщено архів ДЗЗ ДКА.
- «Центр космічного зв'язку в Золочеві»

## Бюджет
- 2016 — ₴ 3,4 млрд[36]
- 2017 — ₴ 2,49 млрд[37]

## Виноски
1. ↑  https://zakon.rada.gov.ua/laws/file/text/110/f530966n246.xlsx
2. 1 2  Розпорядження Кабінету Міністрів України від 20 грудня 2022 року № 1158-р «Про тимчасове покладення виконання обов’язків Голови Державного космічного агентства України на Беня В. П.».
3. ↑  Розпорядження Кабінету Міністрів України від 26 серпня 2021 року № 984-р «Про призначення Беня В.П. першим заступником Голови Державного космічного агентства України».
4. ↑  Розпорядження Кабінету Міністрів України від 7 жовтня 2015 року № 1046-р «Про призначення Міхеєва В.С. заступником Голови Державного космічного агентства України».
5. ↑  Архівована копія. Архів оригіналу за 25 лютого 2021. Процитовано 24 лютого 2021.{{cite web}}:  Обслуговування CS1: Сторінки з текстом «archived copy» як значення параметру title (посилання)
6. ↑  Указ Президента України від 9 грудня 2010 року № 1085/2010 «Про оптимізацію системи центральних органів виконавчої влади»
7. ↑  В Україні утворять два державні концерни в космічній галузі. mil.in.ua. Український мілітарний портал. 19 липня 2017. Архів оригіналу за 21 липня 2017. Процитовано 19 липня 2017.
8. ↑  Введено в експлуатацію новий український радіотелескоп РТ-32 [Архівовано 23 січня 2021 у Wayback Machine.]. Space.com. 9 грудня 2020
9. ↑  Во Львовской области открыли новый украинский радиотелескоп для изучения космоса — фото [Архівовано 9 грудня 2020 у Wayback Machine.]. Liga.net. 9 грудня 2020
10. ↑  В Україні введено в експлуатацію новий радіотелескоп РТ-32 [Архівовано 9 грудня 2020 у Wayback Machine.]. Mil.in.ua. 9 Грудня, 2020
11. ↑  Урядовий портал :: До відома! Перелік посадовців, які звільнені або підлягають звільненню в рамках реалізації закону «Про очищення влади». Архів оригіналу за 17 жовтня 2014. Процитовано 5 січня 2015.
12. ↑  Головою космічного агентства України став Олег Уруський. Архів оригіналу за 23 січня 2015. Процитовано 15 жовтня 2015.
13. ↑  Уряд призначив Сабадоша головою Державного космічного агентства. Архів оригіналу за 29 вересня 2015. Процитовано 15 жовтня 2015.
14. ↑  Державне космічне агентство України — Історія. www.nkau.gov.ua. Архів оригіналу за 27 березня 2019. Процитовано 19 травня 2019.
15. ↑  Про призначення Радченка Ю. М. виконуючим обов’язки Голови Державного космічного агентства України. Кабінет Міністрів України. 14 вересня 2016. Процитовано 2 грудня 2019.
16. ↑  Про звільнення Радченка Ю. М. від виконання обов’язків Голови Державного космічного агентства України. Кабінет Міністрів України. 23 серпня 2017. Процитовано 2 грудня 2019.
17. ↑  Державному космічному агентству призначили нового керівника /Українські національні новинир, 31.8.2017 /. Архів оригіналу за 31 серпня 2017. Процитовано 31 серпня 2017.
18. ↑  Розпорядження Кабінету Міністрів України від 3 листопада 2019 року № 1021-р «Про звільнення Дегтяренка П.Г. з посади Голови Державного космічного агентства України».
19. ↑  Розпорядження Кабінету Міністрів України від 3 листопада 2019 року № 1023-р «Про тимчасове покладення виконання обов'язків Голови Державного космічного агентства України на Міхеєва В.С.».
20. ↑  Розпорядження Кабінету Міністрів України від 24 січня 2020 року № 60-р «Про призначення Усова В.В. Головою Державного космічного агентства України».
21. ↑  Розпорядження Кабінету Міністрів України від 16 листопада 2020 року № 1432-р «Про звільнення Усова В.В. з посади Голови Державного космічного агентства України».
22. ↑  Розпорядження Кабінету Міністрів України від 16 листопада 2020 року № 1433-р «Про тимчасове покладення виконання обов'язків Голови Державного космічного агентства України на Лева М.О.».
23. ↑  Кабмін змінив Голову Держкосмосу. (рос.) 23.02.2021, 14:10. Архів оригіналу за 23 лютого 2021. Процитовано 23 лютого 2021.
24. ↑  Державне космічне агентство України очолив Володимир Тафтай. 01.03.2021
25. ↑  КОНЦЕПЦІЯ реалізації державної політики України у сфері космічної діяльності на період до 2030 року. Громадянське суспільство і влада: громадське обговорення нормативно-правових актів. Архів оригіналу за 8 березня 2014. Процитовано 10 січня 2013.
26. ↑  Інформаційні матеріали для проведення «Всесвітнього тижня космосу», присвяченого 50-річчю космічної ери. Архів оригіналу за 27 жовтня 2008. Процитовано 28 жовтня 2010.
27. ↑  Український супутник «Січ-2» передав перші знімки земної поверхні [Архівовано 8 березня 2014 у Wayback Machine.](рос.)
28. ↑  Запуск "Січ-2-30": як Україна відновлює космічну галузь після розриву з Росією. 13.01.2022. Архів оригіналу за 14 січня 2022. Процитовано 14 червня 2022.
29. ↑  Архівована копія. Архів оригіналу за 18 вересня 2016. Процитовано 18 вересня 2016.{{cite web}}:  Обслуговування CS1: Сторінки з текстом «archived copy» як значення параметру title (посилання)
30. ↑  Голова ДКАУ: Україна очікує підтвердження канадської MDA виконання зобов'язань за контрактом на створення і запуск супутника зв'язку "Либідь". Інтерфакс-Україна. 2 грудня 2015. Архів оригіналу за 16 грудня 2021. Процитовано 25 січня 2022.
31. ↑  Україна готує до запуску новий супутник. Як виглядає і що вміє «Січ-2-1»? 27.12.2019, 17:15 [Архівовано 27 грудня 2019 у Wayback Machine.]
Офіційна інформація щодо стану виконання заходів із завершення заходів із завершення космічної системи ДЗЗ «СІЧ 2-1» та запуску супутника. 11.02.2021 [Архівовано 13 лютого 2021 у Wayback Machine.]
32. ↑  "DEFENSE EXPRESS" - Через три роки українські ракети знову можуть почати літати в космос. Архів оригіналу за 2 грудня 2021. Процитовано 1 червня 2022.
33. ↑  Держкосмос призупинив співпрацю з Росією на міждержавному рівні. ukranews.com. Українські новини. 9 жовтня 2015. Архів оригіналу за 20 жовтня 2015.
34. ↑  Україна стала дев’ятою країною, яка підписала Домовленості в рамках програми «Артеміда». www.nkau.gov.ua (укр.). Архів оригіналу за 15 листопада 2020. Процитовано 3 грудня 2020.
35. ↑  NASA і Державне космічне агентство України підписали Спільну заяву — деталі. 24.04.2023, 18:48
36. ↑  Пока не снится рокот космодрома. Архів оригіналу за 13 квітня 2018. Процитовано 12 квітня 2018.
37. ↑  Держкосмос України левову частку свого бюджету в 2017 році витратив на погашення кредитів. Архів оригіналу за 12 квітня 2018. Процитовано 12 квітня 2018.